# Onsild Herred
Onsild Herred var et herred i det tidligere Randers Amt.
I  Kong Valdemars Jordebog hed det Othænshyllæhæreth (1240: Othenshilla, 1403: Othenshül, 1440: Wonsildh); i  middelalderen lå det i Ommersyssel, senere til Dronningborg Len og efter 1660 hørte det en kort tid under Mariager Klosters Amt og derefter til Dronningborg Amt. Fra 1793 kom det under det da oprettede Randers Amt.
Onsild Herred er  det nordvestligste i Randers Amt, og grænser mod øst og syd til  Gjerlev Herred og Nørhald Herred, fra hvilke det for en del skilles ved Kastbjerg Å; mod vest  og nordvest grænser det til  Viborg Amt (Nørlyng og Rinds Herreder) og Aalborg Amt (Gislum og Hindsted Herreder.)
og mod nord til  Mariager Fjord. 
Det højeste punkt er den 110 meter høje Hohøj lidt uden for Mariager.
Ved Mariager Fjord har der været flere køkkenmøddinger, og derhar været omkring  650 forhistoriske monumenter, deriblandt  25 jættestuer, rund- og langdysser og dyssekamre, 15 høje med andre større Stengrave, men langt over halvdelen  er sløjfet eller ødelagt.
Frem til kommunalreformen 2007 lå  herredet i  Hobro Kommune og  Mariager Kommune, og ligger nu i Mariagerfjord Kommune.

## Sogne i Onsild Herred
- Falslev Sogn
- Hem Sogn
- Hobro Sogn
- Hvornum Sogn
- Mariager Sogn
- Nørre Onsild Sogn
- Sem Sogn
- Skjellerup Sogn
- Snæbum Sogn
- Svenstrup Sogn
- Sønder Onsild Sogn

## Eksterne kilder og henvisninger
- Onsild Herred i J.P. Trap: Kongeriget Danmark, udarbejdet af H. Weitemeyer (3. udgave, 4. bind 1901)
- DIS-Danmark om sogne og kommuner Arkiveret 4. februar 2007 hos  Wayback Machine
- Trap Danmark 4. udgave 1924

56°37′26.87″N 9°53′36.71″Ø / 56.6241306°N 9.8935306°Ø